# Kelurahan Jambi Kecil
Kelurahan Jambi Kecil is een bestuurslaag in het regentschap Muaro Jambi van de provincie Jambi, Indonesië. Kelurahan Jambi Kecil telt 2475 inwoners (volkstelling 2010).